# Євгенійські мученики
Євгенійські мученики (1-2 століття, ворота Євгенія, Константинополь, суч. Стамбул) — святі мученики, що були поховані у воротах Євгенія (грец. Pylē Evgeniou, тур. Yalıköşkü Kapısı) в Константинополі. Серед них — Святий Андроник, один зі 70 учнів Ісуса Христа та Свята Юнія, його помічниця. Святий Андронік згадується апостолом Павлом в Новому Заповіті у Рим. 16:7.
У перших віках християнства, коли поганські правителі переслідували християн, багато з вірних прославили Бога своєю мученицькою смертю. Тіла мучеників, кинуті на розтерзання звірам і птицям, побожні християни таємно забирали і ховали по різних місцях. Коли християни могли вільно визнавати святу віру, на місці поблизу воріт Євгенія в Константинополі, де були поховані тіла святих мучеників, почали чудесно зцілюватися недужі.
У 4 столітті, за наказом місцевого єпископа вірні розкопали могилу і знайшли багато нетлінних тіл (у 345—408 рр), з яких виходив приємний запах. Після того, як святі мощі перенесли до церкви, побожний чоловік Микола Каліграф мав об'явлення, що між мощами св. мучеників Євгенійських є мощі св. Андроніка, одного зі 70 Христових учнів, та св. Юнії, його помічниці.При знайденні мощей люди отримували сцілення пізніше на місці поховання був побудований храм
Пам'ять — 7 березня (Віднайдення чесних мощей свв. мучч., що в Євгенії).